# نبتة بوسيدون رفيعة الأوراق
نبتة بوسيدون رفيعة الأوراق (الاسم العلمي: Posidonia angustifolia) هي نوع من نباتات تتبع جنس نبتة بوسيدون من الفصيلة البوسيدونية.